# Triplochiton
Genre
Triplochitonest un genre de plantes de la famille des Malvaceae.

## Liste d'espèces
Selon Catalogue of Life (1 juillet 2020) :
- Triplochiton scleroxylon K.Schum.
- Triplochiton zambesiacus Milne-Redhead

Selon GRIN (1 juillet 2020) :
- Triplochiton scleroxylon K. Schum.

Selon NCBI (1 juillet 2020) :
- Triplochiton scleroxylon
- Triplochiton zambesiacus

Selon The Plant List (1 juillet 2020) :
- Triplochiton scleroxylon K.Schum.
- Triplochiton zambesiacus Milne-Redh.

Selon Tropicos (1 juillet 2020) (Attention liste brute contenant possiblement des synonymes) :
- Triplochiton nigericum Sprague
- Triplochiton scleroxylon K. Schum.
- Triplochiton utile Sprague
- Triplochiton zambesiacus Milne-Redh.